# 튜즈데이 바르가스
튜즈데이 바르가스(Tuesday Vargas, 1979년 11월 9일 ~ )는 필리핀의 희극 배우이다.

## 영화
- 내 신부 찾아줘요 (2010년)
- 카살, 카살리, 카살로 (2006년)
- 영원히 사랑해 (2006년)
- 사랑한다 말해줘 (2005년)
- 라스틱맨 (2004년)